# Acid cafeic
Acidul cafeic este un compus organic, fiind un derivat hidroxilat (la nivelul nucleului aromatic) al acidului cinamic. Este un compus solid de culoare galbenă și poate fi considerat și un derivat al acidului acrilic și al fenolului. Se regăsește în majoritatea speciilor de plante, fiind un intermediar important în biosinteza de lignină. Denumirea sa nu are nicio legătură cu denumirea alcaloidului cofeină.

## Obținere

### Biosinteză
Acidul cafeic este biosintetizat prin reacția de hidroxilare a esterului cumaric al acidului chinic. În urma acestui proces se obține esterul cafeic al acidului shikimic, care este transformat la acid clorogenic. Este un precursor al acidului ferulic, al alcoolului coniferilic și al alcoolului sinapilic, compuși importanți care intră în structura ligninei. Metabolizarea la acid ferulic este catalizată de către enzima denumită cafeat O-metiltransferază.

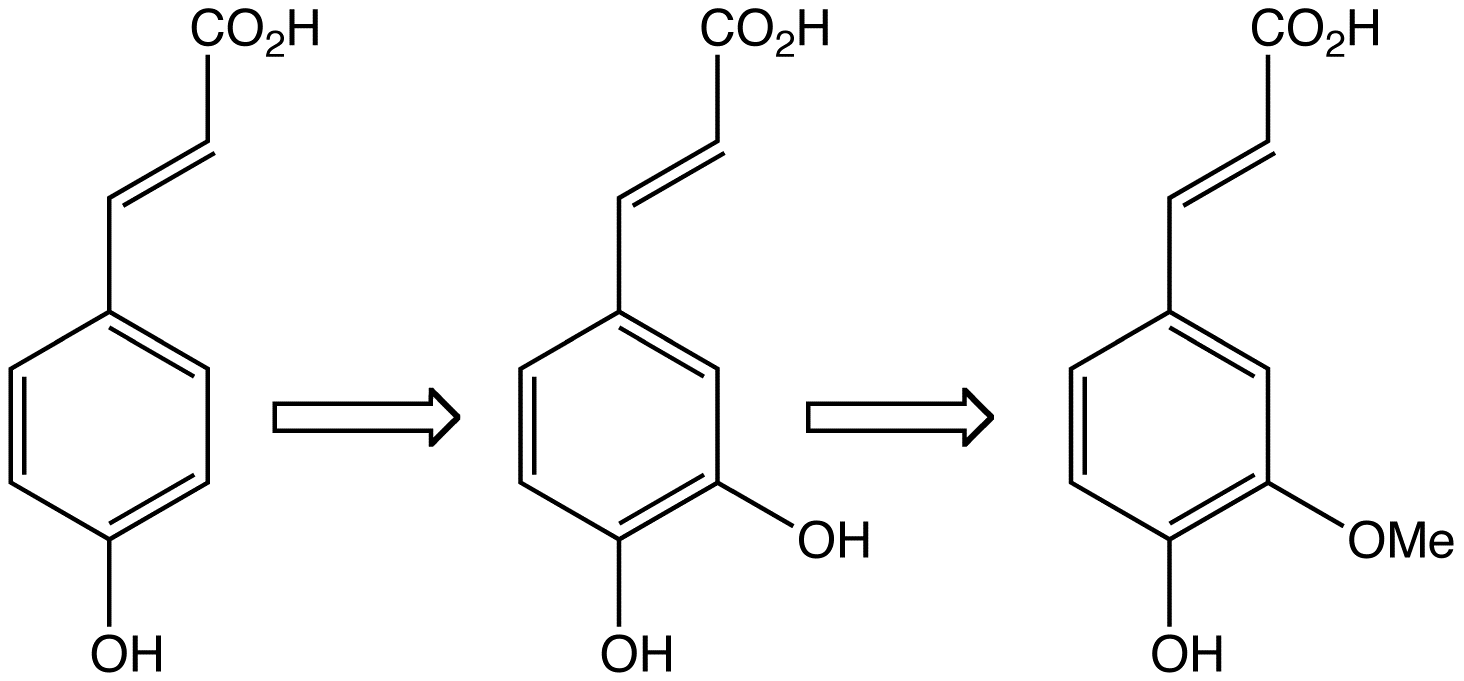
În plante, acidul cafeic (centru) este sintetizat de la acidul 4-hidroxicinamic (stânga) și este metabolizat la acid ferulic (dreapta).